# Liste der Baudenkmale in Alt Krenzlin
In der Liste der Baudenkmale in Alt Krenzlin sind alle Baudenkmale der Gemeinde Alt Krenzlin (Landkreis Ludwigslust-Parchim) und ihrer Ortsteile aufgelistet (Stand: August 2020).

## Alt Krenzlin
| ID | Lage                   | Bezeichnung                                 | Beschreibung | Bild                                        |
| -- | ---------------------- | ------------------------------------------- | ------------ | ------------------------------------------- |
|    | B 5                    | Halbmeilenstein und "Friedrich-Franz-Stein" |              | Halbmeilenstein und "Friedrich-Franz-Stein" |
|    | Häuslerreihe 1 (Karte) | Wohnhaus und Stall                          |              | Wohnhaus und Stall                          |
|    | Hauptstraße 2 (Karte)  | Büdnerei                                    |              |                                             |
|    | Hauptstraße 25 (Karte) | Wohnhaus                                    |              |                                             |
|    | Lindenplatz 6 (Karte)  | Wohnhaus                                    |              |                                             |
|    | Lindenplatz 7 (Karte)  | Wohnhaus                                    |              |                                             |
|    | Lindenplatz 9 (Karte)  | Wohnhaus                                    |              |                                             |

## Klein Krams
| ID | Lage                                 | Bezeichnung                     | Beschreibung | Bild |
| -- | ------------------------------------ | ------------------------------- | ------------ | ---- |
|    | Gartenstraße 10 (Karte)              | Häuslerei                       |              |      |
|    | Gartenstraße 15 (Karte)              | Häuslerei                       |              |      |
|    | Gartenstraße 16 (Karte)              | Häuslerei                       |              |      |
|    | Grüner Weg 4 (Karte)                 | Wohnhaus und ehemalige Büdnerei |              |      |
|    | Neue Straße/Platz der Jugend (Karte) | Gefallenendenkmal 1914/1918     |              |      |
|    | Platz der Jugend/Neue Straße         | Wegweiserstein                  |              |      |

## Krenzliner Hütte
| ID | Lage       | Bezeichnung    | Beschreibung | Bild |
| -- | ---------- | -------------- | ------------ | ---- |
|    | Ringstraße | Wegweiserstein |              |      |

## Loosen
| ID | Lage                       | Bezeichnung                                   | Beschreibung | Bild           |
| -- | -------------------------- | --------------------------------------------- | ------------ | -------------- |
|    | Am Dorfteich               | Wegweiserstein                                |              | Wegweiserstein |
|    | Am Dorfteich 2 (Karte)     | Bauernhaus mit Stall                          |              |                |
|    | Am Dorfteich 14 (Karte)    | Bauerngehöft mit Wohnhaus, Scheune und Remise |              |                |
|    | Schulstraße (Karte)        | Schule                                        |              |                |
|    | Schulstraße 1 (Karte)      | Bauernhaus                                    |              |                |
|    | Zum Forsthaus 15 (Karte)   | Forsthaus                                     |              |                |
|    | Leussower Straße 8 (Karte) | Büdnerei und Stall                            |              |                |
|    | Zum Forsthaus 25 (Karte)   | Büdnerei                                      |              |                |

## Neu Krenzlin
| ID | Lage         | Bezeichnung                 | Beschreibung | Bild                        |
| -- | ------------ | --------------------------- | ------------ | --------------------------- |
|    | Lindenstraße | Gefallenendenkmal 1914/1918 |              | Gefallenendenkmal 1914/1918 |